# Світличненська сільська рада (Варвинський район)
Світли́чненська сільська́ ра́да — адміністративно-територіальна одиниця та орган місцевого самоврядування в Варвинському районі Чернігівської області. Адміністративний центр — село Світличне.

## Загальні відомості
- Територія ради: 40,954 км²
- Населення ради: 664 особи (станом на 2001 рік)

Світличненська сільська рада створена у 1936 році. Нинішня сільрада стала однією з 14-ти сільських рад Варвинського району і одна з дев'ятьох, яка складається більше, ніж з одного населеного пункту.

## Населені пункти
Сільській раді підпорядковані населені пункти:
- с. Світличне (614 осіб)
- с-ще Рубанів (4 особи)
- с. Ященків (43 особи)

## Освіта й господарство
На території сільської ради діє Світличанська ЗОШ І-ІІ ст. Функціонує сільськогосподарське ТОВ «Світанок-Агро» та два фермерських господарства «Колос» і «Пролісок».

## Склад ради
Рада складається з 12 депутатів та голови.
- Голова ради: Філоненко Анатолій Васильович
- Секретар ради: Човнова Ганна Іванівна

### Керівний склад попередніх скликань
| Прізвище, ім'я, по батькові   | Основні відомості                                                               | Дата обрання | Дата звільнення |
| ----------------------------- | ------------------------------------------------------------------------------- | ------------ | --------------- |
| Домашлінець Микола Якович     | Сільський голова, 1972 року народження, освіта середня спеціальна, безпартійний | 26.03.2006   | 31.10.2010      |
| Домашлінець Микола Якович     | Сільський голова, 1972 року народження, освіта середня спеціальна, безпартійний | 31.10.2010   | 09.09.2012      |
| Філоненко Анатолій Васильович | Сільський голова, 1975 року народження, освіта середня загальна, безпартійний   | 09.09.2012   |                 |

Примітка: таблиця складена за даними сайту Верховної Ради України

### Депутати
За результатами місцевих виборів 2010 року депутатами ради стали:

#### За суб'єктами висування
| Суб'єкт висування                                       | Кількість обраних депутатів | %    |
| ------------------------------------------------------- | --------------------------- | ---- |
| Партія регіонів                                         | 8                           | 66,7 |
| Політична партія Всеукраїнське об'єднання «Батьківщина» | 2                           | 16,7 |
| Комуністична партія України                             | 1                           | 8,3  |
| Політична партія «Фронт Змін»                           | 1                           | 8,3  |

#### За округами
| № округу                                                | Прізвище, ім'я, по батькові      | Дата визнання обраним | Освіта  | Партійна приналежність                        | Відомості про обраного депутата                                                                |
| ------------------------------------------------------- | -------------------------------- | --------------------- | ------- | --------------------------------------------- | ---------------------------------------------------------------------------------------------- |
| Комуністична партія України                             |                                  |                       |         |                                               |                                                                                                |
| 12                                                      | Тарасенко Світлана Миколаївна    | 04.11.2010            | середня | позапартійна                                  | тимчасово не працює                                                                            |
| Партія регіонів                                         |                                  |                       |         |                                               |                                                                                                |
| 1                                                       | Петрик Микола Володимирович      | 04.11.2010            | середня | член Партії регіонів                          | Автоколона№ 2 Прилуцького управління технологічного транспорту «Чернігівнафтогаз», тракторист  |
| 2                                                       | Парахненко Ірина Іванівна        | 04.11.2010            | середня | член Партії регіонів                          | СТОВ «Дружба-Нова», підсобний робітник                                                         |
| 5                                                       | Чемерис Наталія Петрівна         | 04.11.2010            | середня | позапартійна                                  | Світличненська сільська рада, головний бухгалтер                                               |
| 7                                                       | Педорич Григорій Пилипович       | 04.11.2010            | середня | член Партії регіонів                          | Світличненський фельдшерсько-акушерський пункт, завідувач                                      |
| 8                                                       | Литвинова Валентина Олексіївна   | 04.11.2010            | середня | позапартійна                                  | Світличненське відділення поштового зв'язку, начальник відділення                              |
| 9                                                       | Кальбус Тетяна Іванівна          | 04.11.2010            | середня | позапартійна                                  | СТОВ «Дружба-Нова», вагар                                                                      |
| 10                                                      | Крихтенко Михайло Савович        | 04.11.2010            | середня | позапартійний                                 | ТОВ «Лефіда» автозаправка «Авіас», оперстор                                                    |
| 11                                                      | Човнова Ганна Іванівна           | 04.11.2010            | середня | позапартійна                                  | Світличненська сільська рада, секретар                                                         |
| Політична партія Всеукраїнське об'єднання «Батьківщина» |                                  |                       |         |                                               |                                                                                                |
| 3                                                       | Полонець Валентина Василівна     | 04.11.2010            | середня | член Всеукраїнського об'єднання «Батьківщина» | Варвинське районне споживче товариство, продавець                                              |
| 4                                                       | Говоруха Валентина Станіславівна | 04.11.2010            | середня | позапартійна                                  | Варвинський районний електричних мереж, техпраців-ниця                                         |
| Політична партія «Фронт Змін»                           |                                  |                       |         |                                               |                                                                                                |
| 6                                                       | Шаповалов Іван Васильович        | 04.11.2010            | середня | позапартійний                                 | Автоколона № 2 Прилуцького управління технологічного транспорту «Чернігівнафтогаз», тракторист |

## Населення
Згідно з переписом УРСР 1989 року чисельність наявного населення сільської ради становила 1210 осіб, з яких 503 чоловіки та 707 жінок.
За переписом населення України 2001 року в сільській раді мешкало 665 осіб.

### Мова
Розподіл населення за рідною мовою за даними перепису 2001 року:
| Мова       | Відсоток |
| ---------- | -------- |
| українська | 95,93 %  |
| російська  | 3,77 %   |
| молдовська | 0,30 %   |